# Pomarez
Pomarez là một xã, thuộc tỉnh Landes trong vùng Nouvelle-Aquitaine. Xã này có diện tích 30,57 km², dân số năm 2006 là 1478 người. Xã này nằm ở khu vực có độ cao trung bình 49 mét trên mực nước biển.

## Biến động dân số
| Năm | 1962  | 1968  | 1975  | 1982  | 1990  | 1999  | 2006  |
| --- | ----- | ----- | ----- | ----- | ----- | ----- | ----- |
| Dân số | 1 318 | 1 379 | 1 375 | 1 344 | 1 418 | 1 448 | 1 478 |
| From the year 1962 on: No double counting—residents of multiple communes (e.g. students and military personnel) are counted only once. |       |       |       |       |       |       |       |